# Миссури (племя)

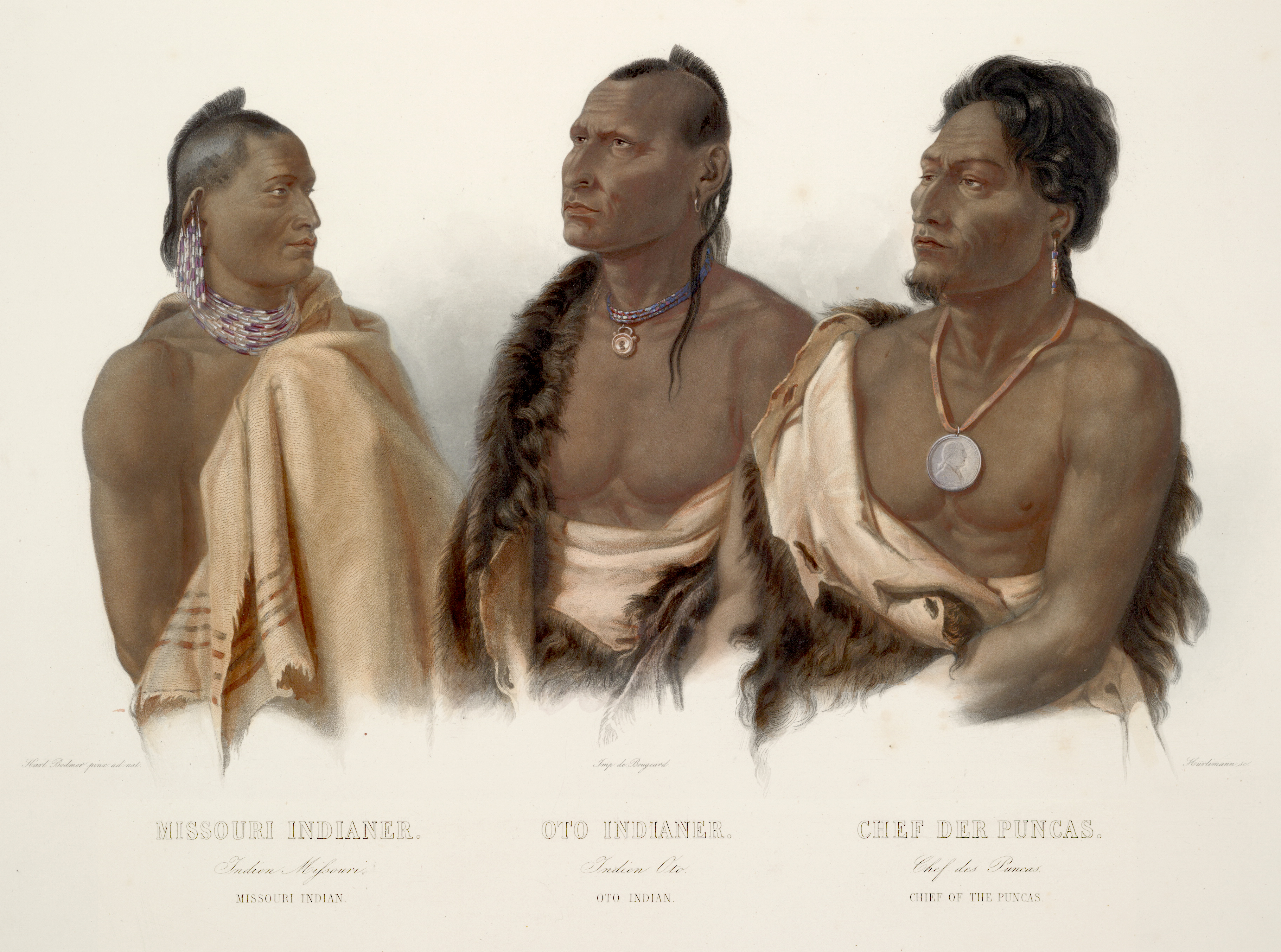
Слева воин миссури, художник Карл Бодмер

Миссу́ри — индейское племя группы чивере сиуязычной семьи.  Населяли долину реки Миссури близ устья реки Гранд-Ривер; в 1780 насчитывало 1 тыс. человек. В 1798 подверглось жестокому нападению  сауков, фоксов и их союзников; оставшиеся в живых бежали к  осейджам, канза, айова и ото. В 1805  племя поселилось вдоль реки Платт в Небраске, где в 1829 они соединились с ото, и ныне эти племена известны под названием ото-миссури.
Говорят на наречии языка чивере центральной группы сиуанской семьи.